# Etnonauka
Etnonauka (antropologia kognitywna, etnosemantyka, semantyka etnograficzna, „nowa etnografia”) – kierunek badawczy antropologii kulturowej (głównie amerykańskiej), dążący do opisywania systemów poznawczych różnych kultur przy stosowaniu formalnych procedur i na podstawie danych uzyskiwanych z oryginalnych kontekstów kulturowych, przede wszystkim językowych.
Początki orientacji sięgają lat 50. XX wieku, największe nasilenie badań przypadło na lata 60.; powstało wówczas wiele prac zbiorowych. Ostatnio termin jest zastępowany nieco szerszym pojęciem antropologii poznawczej, inaczej kognitywnej, która jest kontynuacją i rozszerzeniem wcześniejszych założeń teoretyczno-metodologicznych.
Za twórców etnonauki uważa się W. H. Goodenougha, F. G. Lounsburry’ego i H. C. Conklina, którzy wypracowali jej teorię (tzn. gramatykę kultury) oraz metody badawcze (wśród których zasadnicze znaczenie ma analiza składnikowa).